# Williams Sassine
Williams Sassine (1944, Kankan, Guineea – 9 februarie 1997, Conakry, Guineea) a fost un romancier din Guineea ce a scris în limba franceză. Tatăl său era libanez creștin în timp ce mama sa era musulmană din Guineea.

## Opere selectate
- Saint Monsieur Baly (1973)
- Wirriyamu (1976) (în 1980, tradusă în engleză de Clive Wake și John Reed)
- Le jeune homme de sable (1979)
- L'Alphabête (1982)
- Le Zéhéros n'est pas n'importe qui (1985)
- L'Afrique en Morceaux (1994)
- Mémoire d'une peau (1998)